# دلتا (کارولینای شمالی)
دلتا (به انگلیسی: Delta) یک منطقهٔ مسکونی در ایالات متحده آمریکا است که در شهرستان استوکس، کارولینای شمالی واقع شده‌است.